# Alois Buttinger
Alois Buttinger (ab 1950 Vorname Louis) (* 11. September 1909 in Reichersbeuern, Bayern, Deutschland; † 24. August 1996 in Poughkeepsie, New York, USA) war Österreicher, Funktionär der Sozialdemokratischen Arbeiterpartei (SDAP) und beratendes Mitglied des London Büro der Auslandsvertretung der österreichischen Sozialisten.

## Lebenslauf
Vor 1934 leitete Buttinger das Sonnenhof Lind Kinderzentrum in Villach. Nach dem Verbot der SDAP floh er 1934 nach England, kehrte allerdings bald wieder zurück. 1938 floh er erneut nach London, wo er sich im Flüchtlingshilfprogramm engagierte und 1941 beratendes Mitglied im London Büro der Auslandsvertretung der österreichischen Sozialisten (AVOES) wurde. 1941 konnte er mit seiner Frau Friedl in die USA ausreisen, das entsprechende Visum hatte sein Bruder Joseph Buttinger besorgt. Joseph war als Vorsitzender der AVOES und der Revolutionären Sozialisten (R.S.) mit seiner in den USA gebürtigen Frau Muriel Gardiner Buttinger bereits Anfang 1940 in die USA gelangt. In den USA betätigte sich Alois Buttinger nicht mehr politisch, sondern gründete 1950 als Louis Buttinger Camp Hillcroft, ein Feriencamp für Kinder, das heute noch von seiner Familie betrieben wird.